# Patrick Wiesmach
Patrick Wiesmach Larsen (* 23. März 1990 in Aalborg) ist ein dänischer Handballspieler.

## Karriere

### Verein
Patrick Wiesmach lernte das Handballspielen bei Vodskov IF und Hjallerup IF, bevor er 2005 zu Aalborg Håndbold wechselte. Dort debütierte der 1,79 m große Rechtsaußen in der ersten dänischen Liga, der Håndboldligaen. Von 2010 bis 2016 lief er für Team Tvis Holstebro auf, ehe er wieder nach Aalborg zurückkehrte. 2017 gewann er die dänische Meisterschaft. Ab 2018 stand er beim Bundesligisten SC DHfK Leipzig unter Vertrag. Für die Sachsen erzielte er in der Bundesliga 513 Tore in 152 Spielen. Zur Saison 2023/24 kehrte er erneut zu Aalborg zurück. 2024 und 2025 wurde er erneut dänischer Meister.

### Nationalmannschaft
Mit der dänischen Juniorenauswahl gewann Wiesmach bei der U-20-Europameisterschaft 2010 die Goldmedaille und bei der U-21-Weltmeisterschaft 2011 die Silbermedaille.
In der dänischen A-Nationalmannschaft debütierte Wiesmach am 4. November 2011 gegen Norwegen. An einem internationalen Turnier nahm er bisher nicht teil. Er bestritt 27 Länderspiele, in denen er 61 Tore erzielte.

## Sonstiges
Wiesmach ist mit der dänischen Handballspielerin Mia Biltoft liiert.